# Liste der Biografien/Non
Liste der Biografien |
Portal Biografien |
Personensuche
# |
A |
B |
C |
D |
E |
F |
G |
H |
I |
J |
K |
L |
M |
N |
O |
P |
Q |
R |
S |
T |
U |
V |
W |
X |
Y |
Z |
?
 
Na |
Nb |
Nc |
Nd |
Ne |
Nf |
Ng |
Nh |
Ni |
Nj |
Nk |
Nl |
Nm |
Nn |
No |
Nr |
Ns |
Nt |
Nu |
Nv |
Nw |
Nx |
Ny |
Nz
 
Noa |
Nob |
Noc |
Nod |
Noe |
Nof |
Nog |
Noh |
Noi |
Noj |
Nok |
Nol |
Nom |
Non |
Noo |
Nop |
Nor |
Nos |
Not |
Nou |
Nov |
Now |
Nox |
Noy |
Noz
Die Liste der Biografien führt alle Personen auf, die in der deutschsprachigen Wikipedia einen Artikel haben. Dieses ist eine Teilliste mit 129 Einträgen von Personen, deren Namen mit den Buchstaben „Non“ beginnt.

## Non
- Non Boonjumnong (* 1982), thailändischer Boxer
- Non, Ana Patricia, philippinische Kleinunternehmerin
- Non-Eric (* 1960), deutscher Musiker und Produzent

### Nona
- Nona, Emil Shimoun (* 1967), irakischer Geistlicher, Erzbischof und Bischof von Sankt Thomas der Apostel in Sydney
- Nonagase, Banka (1889–1964), japanischer Maler
- Nonaka, Hiromu (1925–2018), japanischer Politiker
- Nonaka, Ikujirō (1935–2025), japanischer Ökonom, Professor für Wissensmanagement
- Nonaka, Kenzan (1615–1664), japanischer Administrator der frühen Edo-Zeit
- Nonaka, Miho (* 1997), japanische SportkletterinMiho Nonaka (* 1997)

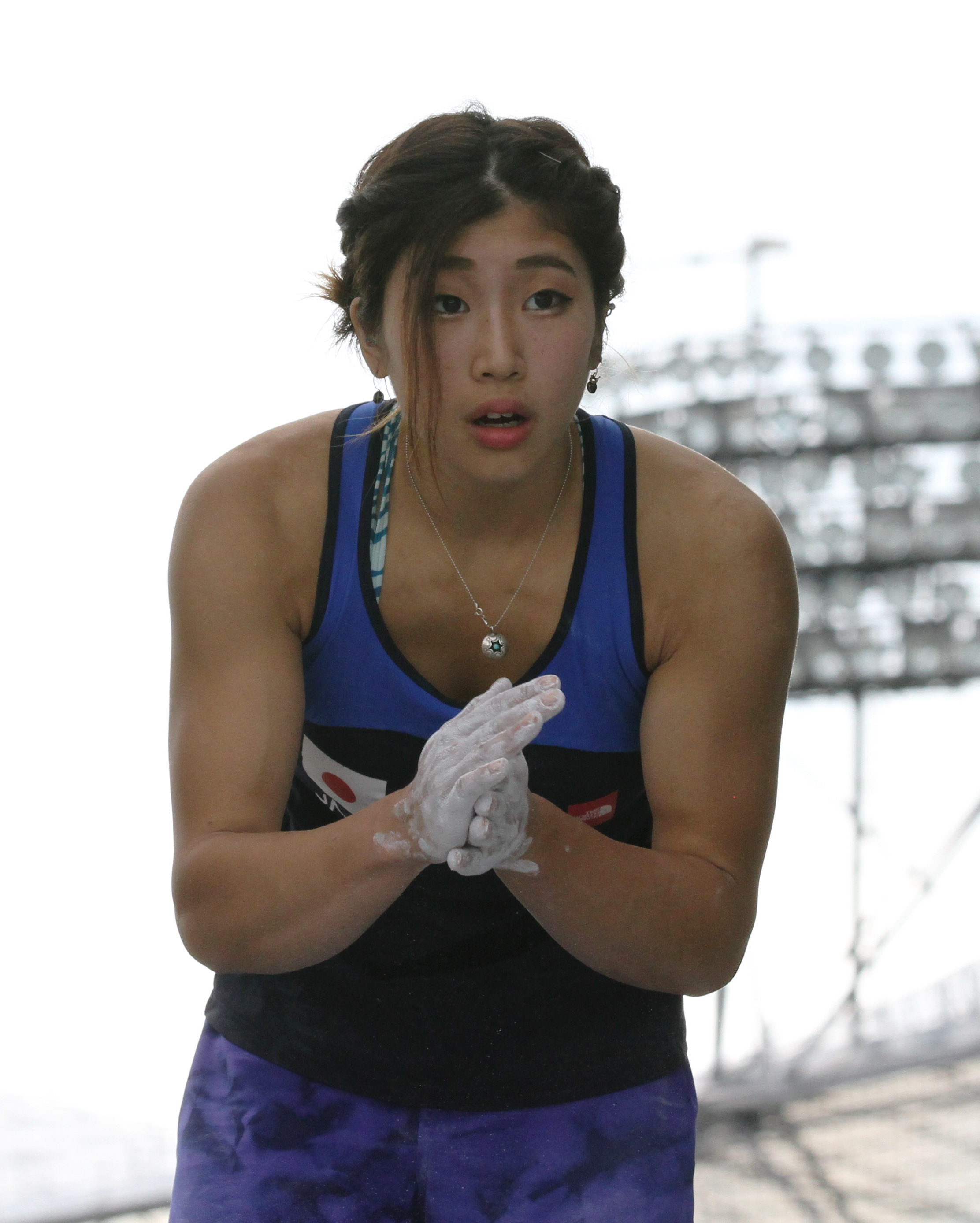
Miho Nonaka (* 1997)

- Noname (* 1991), US-amerikanische Rapperin
- Noname (* 1993), Schweizer Hip-Hop-Musiker
- Nonancourt, Bernard de († 2010), französischer Unternehmer
- Nonant, Hugh de († 1198), anglonormannischer Geistlicher, Bischof von Coventry
- Nonas, Richard (1936–2021), US-amerikanischer Anthropologe, Bildhauer und Fotograf
- Nonato da Silva, Raimundo (* 1967), brasilianischer Fußballspieler
- Nonato de Azevedo, Raimondo, brasilianischer Basketballtrainer

### Nonc
- Nonchalant (* 1970), US-amerikanische Rapperin und Sängerin

### Nond
- Nonda, Shabani (* 1977), kongolesischer FußballspielerShabani Nonda (* 1977)

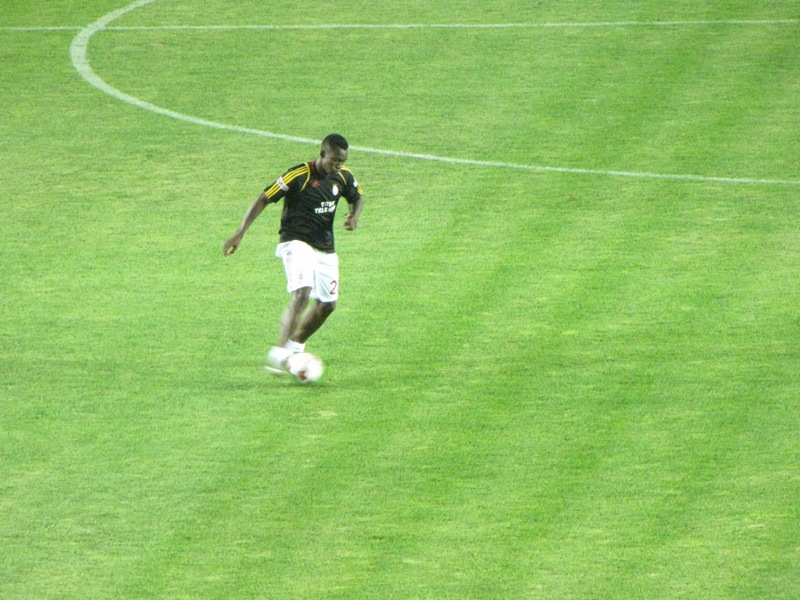
Shabani Nonda (* 1977)

### None
- Nonell, Isidre (1872–1911), katalanischer Maler, Zeichner und Karikaturist
- Nonen, Sharolta (* 1977), kanadische Fußballspielerin und -trainerin
- Nones, Franco (* 1941), italienischer Skilangläufer
- Nones, Walter (1971–2010), italienischer Extrembergsteiger und Bergführer

### Nonf
- Nonfon, Luis (* 2004), deutscher Basketballspieler

### Nong
- Nông Đức Mạnh (* 1940), vietnamesischer Politiker
- Nong, Qunhua (* 1966), chinesische Badmintonspielerin
- Nongae († 1593), koreanische Gisaeng
- Nongnuth Phetcharatana (* 1957), thailändische Diplomatin
- Nongo-Aziagbia, Nestor-Désiré (* 1970), zentralafrikanischer Geistlicher, römisch-katholischer Bischof von Bossangoa
- Nongqawuse (1841–1898), Prophetin aus dem Volk der Xhosa
- Nongqayi, Simphiwe (* 1972), südafrikanischer Boxer im Superfliegengewicht
- Nonguet, Lucien (1869–1955), französischer Schauspieler, Regisseur und Drehbuchautor

### Nonh
- Nonhardt, Franz Sebastian (1680–1735), Jesuit und Kontroverstheologe in Dresden
- Nonhoff, Friedrich (1903–1974), deutscher Ministerialbeamter
- Nonhoff, Martin (* 1970), deutscher Politikwissenschaftler
- Nonhoff, Sky (* 1962), deutscher Journalist, Schriftsteller und Übersetzer

### Noni
- Noni, Alda (1916–2011), italienische Opernsängerin (Sopran)
- Nonídez, José Fernández (1892–1947), spanischer Zoologe und Histologe, Hochschullehrer
- Nonienus Pudens, Quintus, römischer Toreut
- Nonis, Dave (* 1966), kanadischer Eishockeyspieler und -funktionär
- Nonis, Pietro Giacomo (1927–2014), italienischer Geistlicher, römisch-katholischer Bischof von Vicenza
- Nonius Arrius Mucianus, Marcus, römischer Konsul 201
- Nonius Asprenas Caesius Cassianus, Publius, römischer Statthalter
- Nonius Asprenas, Lucius (Suffektkonsul 36 v. Chr.), römischer Suffektkonsul
- Nonius Asprenas, Lucius (Suffektkonsul 6), römischer Suffektkonsul
- Nonius Asprenas, Publius, römischer Senator und Konsul im Jahr 38
- Nonius Balbus, Marcus, römischer Statthalter von Kreta 29/28 v. Chr.
- Nonius Bassus, Lucius, römischer Offizier (Kaiserzeit)
- Nonius Calpurnius Torquatus Asprenas, Lucius, römischer Konsul 94 und 128
- Nonius Gallus, Marcus, römischer Feldherr
- Nonius Macrinus, Marcus, römischer Senator
- Nonius Marcellus, römischer Grammatiker und Lexikograph
- Nonius Mucianus, Marcus, römischer Konsul (138)
- Nonius Paternus, römischer Konsul 279

### Nonk
- Nonković, Frane (1939–2023), jugoslawischer Wasserballspieler
- Nonkrit Sukontawat (* 2007), thailändischer Fußballspieler

### Nonn
- Nonn, Carl (1876–1949), deutscher Maler
- Nonn, Christoph (* 1964), deutscher HistorikerChristoph Nonn (* 1964)

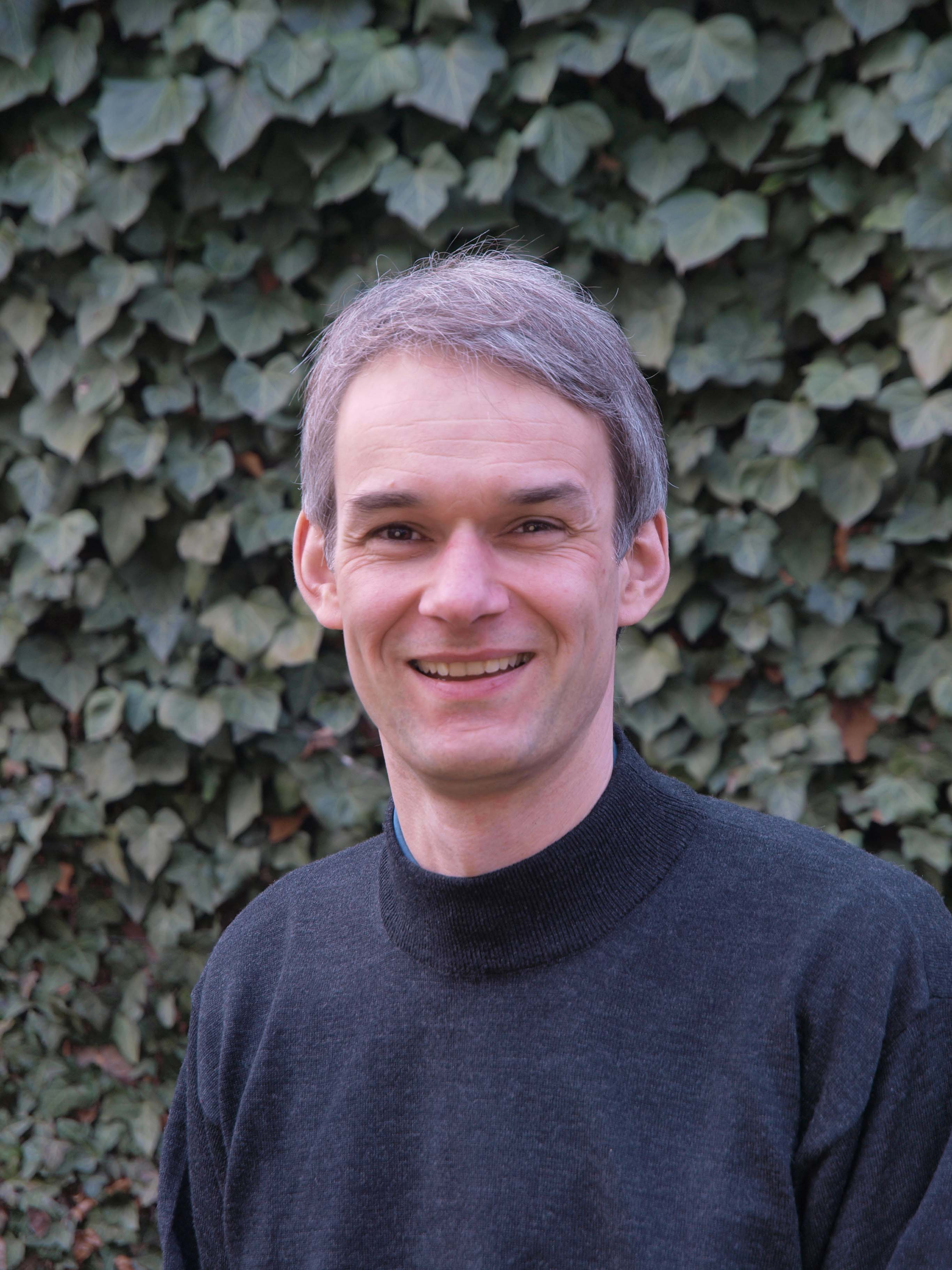
Christoph Nonn (* 1964)

- Nonn, Hans (* 1882), deutscher Offizier und Wirtschaftsfunktionär
- Nonn, Helmut (1933–2024), deutscher Hockeyspieler
- Nonn, Konrad (1877–1945), deutscher Architekt und Baubeamter
- Nonn, Mathias (1876–1945), deutscher Gewerkschafter und Politiker (SPD), MdL
- Nonn, Ulrich (1942–2023), deutscher Historiker
- Nonn, Wolfgang (1935–1959), deutscher Hockeyspieler
- Nonna († 374), Heilige in der katholischen Kirche
- Nonnawat Salad (* 1999), thailändischer Fußballspieler
- Nonne von Monza (1575–1650), italienische Nonne
- Nonne, Ernst (1826–1895), deutscher Jurist und Politiker
- Nonne, Friedrich Wilhelm (* 1908), deutscher Kaufmann und Beamter
- Nonne, Johann Heinrich Christian (1785–1853), deutscher Dichter, Pfarrer und Theologe
- Nonne, Johann Philipp (1729–1772), deutscher Arzt und Botaniker
- Nonne, Ludwig (1785–1854), deutscher Pädagoge, Generalsuperintendent sowie Leiter und Reformator des Schulwesens im Herzogtum Sachsen-Meiningen
- Nonne, Max (1861–1959), deutscher NeurologeMax Nonne (1861–1959)

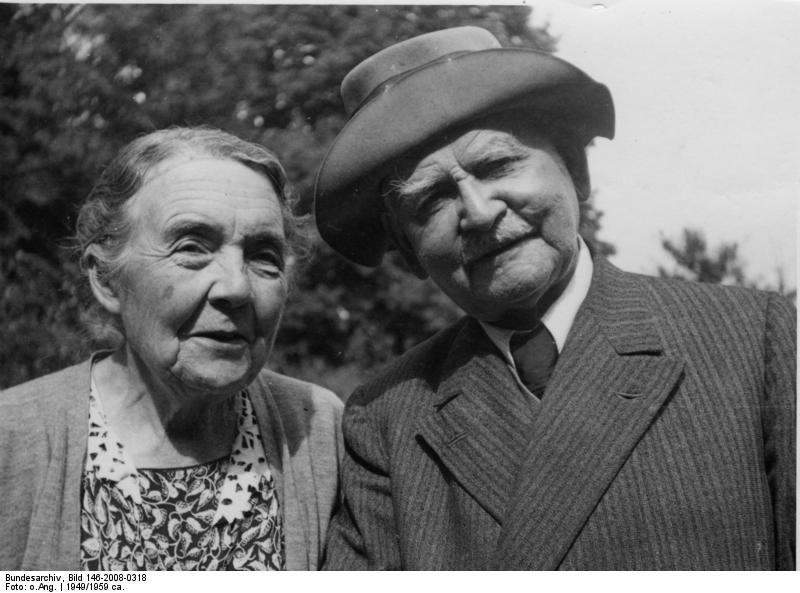
Max Nonne (1861–1959)

- Nonne, Nikolaus von der (1836–1906), deutsch-aserbaidschanischer Architekt, Oberbürgermeister von Baku (1898–1902)
- Nonné-Schmidt, Helene (1891–1976), deutsche Textilkünstlerin und Hochschullehrerin
- Nonnemacher, Klaus (* 1968), deutscher Unternehmer und ehemaliger professioneller Kickbox-Weltmeister
- Nonnemacher, Ursula (* 1957), deutsche Politikerin (Bündnis 90/Die Grünen), MdL
- Nonnemann, Thúy (* 1938), deutsche, in Berlin lebende Menschenrechtlerin und Migrationsexpertin vietnamesischer Herkunft
- Nonnen, Simon Hermann (1777–1847), Bremer Senator und Bürgermeister
- Nonnenbruch, Fritz (1895–1945), nationalsozialistischer Journalist und Propagandist
- Nonnenbruch, Karl-Heinz (1941–2006), deutscher Fußballspieler
- Nonnenbruch, Max (1857–1922), deutscher Maler
- Nonnenbruch, Wilhelm (1887–1955), deutscher Internist und SS-Sturmbannführer
- Nonnenkamp, Rudolf (1826–1877), deutscher Historien- und Genremaler
- Nonnenmacher, Burkhard (* 1976), deutscher evangelischer Theologe
- Nonnenmacher, Dirk Jens (* 1963), deutscher Mathematiker und Manager, Vorstandsvorsitzender der HSH Nordbank
- Nonnenmacher, Frank (* 1944), deutscher Sozialwissenschaftler und Professor für Didaktik der SozialwissenschaftenFrank Nonnenmacher (* 1944)

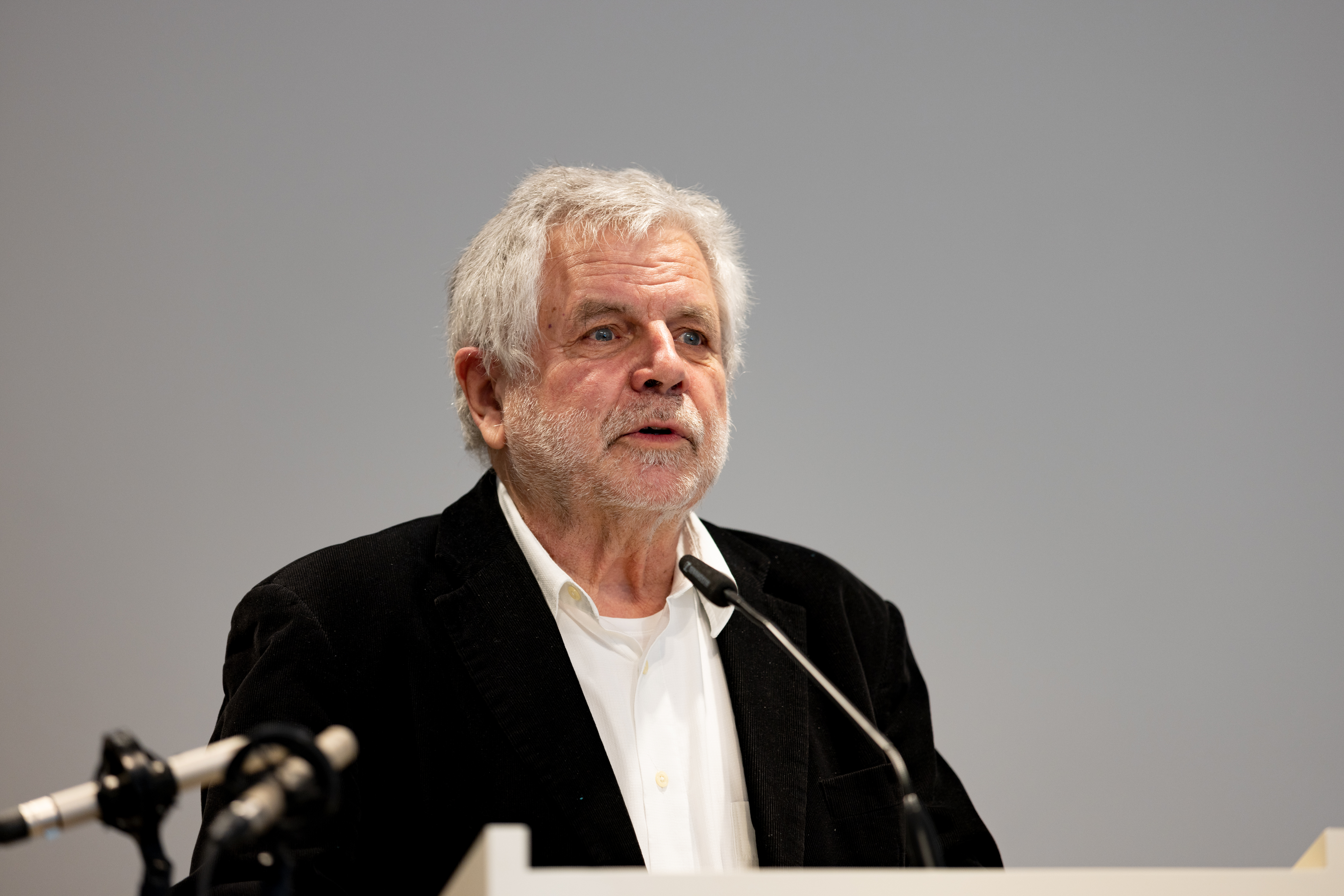
Frank Nonnenmacher (* 1944)

- Nonnenmacher, Günther (1948–2025), deutscher Journalist
- Nonnenmacher, Gustav (1914–2012), deutscher Bildhauer und Grafiker
- Nonnenmacher, Horst (* 1962), deutscher Kontrabassist des Creative Jazz und der Weltmusik
- Nonnenmacher, Rolf (* 1954), deutscher Wirtschaftsprüfer
- Nonnenmacher, Stéphane (* 1972), französischer Mathematiker und mathematischer Physiker
- Nonnenmann, Hans-Ulrich (* 1958), deutscher Komponist, Publizist und Kirchenmusiker
- Nonnenmann, Klaus (1922–1993), deutscher Schriftsteller
- Nonnenmühlen, Peter (1868–1952), Kommunalpolitiker und Bürgermeister in Mönchengladbach
- Nonni, Ottaviano (1536–1606), italienischer Architekt
- Nönnig, Nicole (* 1982), deutsche Eiskunstläuferin
- Nonninger, Markus (* 1971), deutscher Politiker (DVU), MdL
- Nonnis, Daniele (* 1964), deutsch-italienischer Schauspieler und Sänger
- Nonnius, antiker römischer Toreut
- Nonnos von Edessa († 471), christlicher Heiliger
- Nonnos von Panopolis, griechischer Dichter
- Nonnosos, spätantiker oströmischer Diplomat und Geschichtsschreiber
- Nonnosus, Benediktinerabt und christlicher Heiliger
- Nonnotte, Claude-Adrien (1711–1793), französischer Literaturpolemiker, Jesuit und Schriftsteller
- Nonnsen, Herbert (1914–1993), deutscher Politiker (SPD), MdL

### Nono
- Nonô (1899–1931), brasilianischer Fußballspieler
- Nono (* 1993), spanischer Fußballspieler
- Nono, Kimito (* 2002), japanischer Fußballspieler
- Nono, Luigi (1924–1990), italienischer KomponistLuigi Nono (1924–1990)

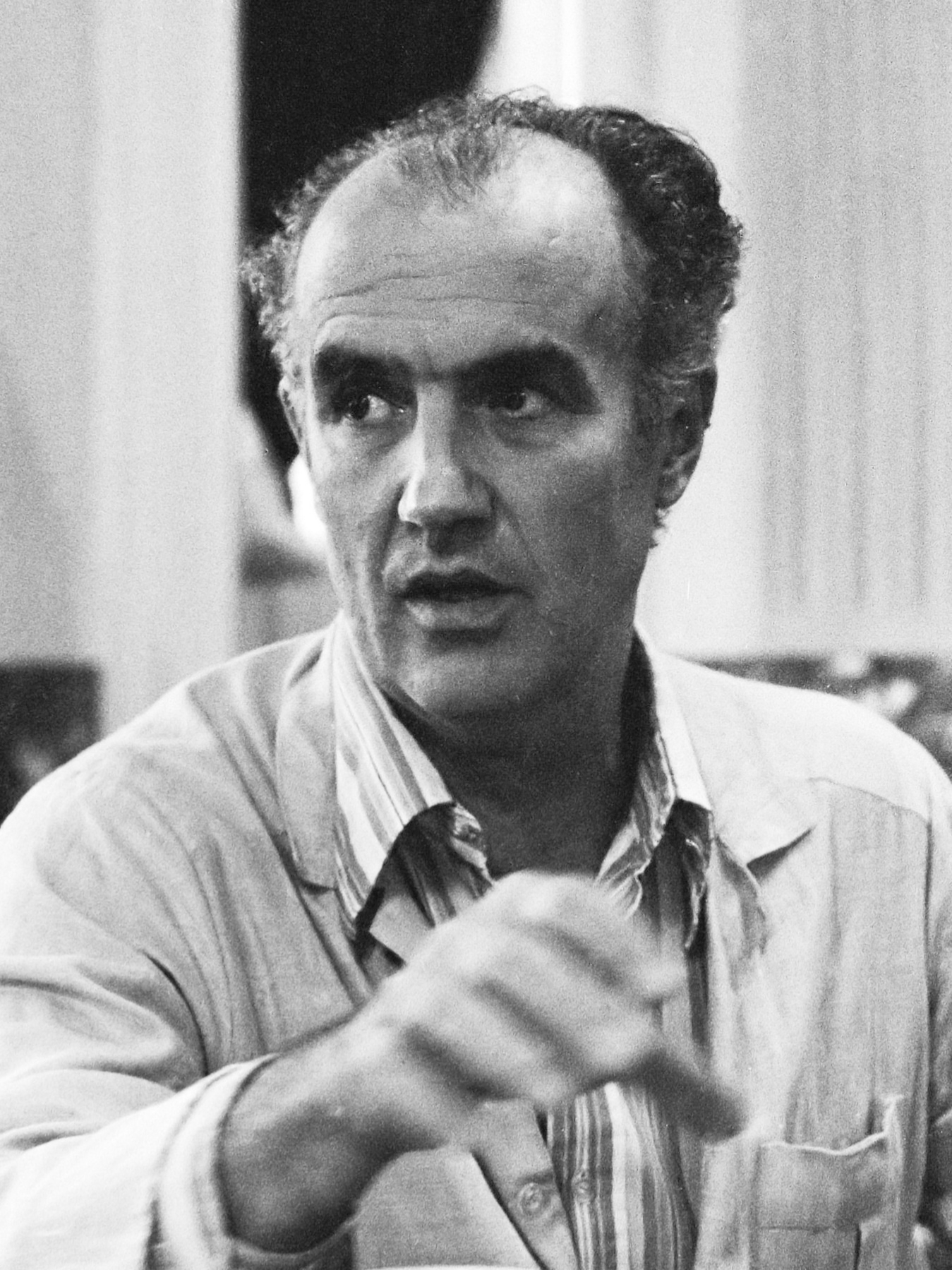
Luigi Nono (1924–1990)

- Nono-Schoenberg, Nuria (* 1932), österreichisch-US-amerikanische Musikwissenschaftlerin, Tochter, Nachlassverwalterin und Biografin Arnold Schönbergs
- Nonoguchi, Ryūho (1595–1669), japanischer Poet und Maler
- Nonomura, Ninsei, japanischer Töpfer
- Nonomura, Takato (* 1998), japanischer Fußballspieler
- Nonomura, Yoshikazu (* 1972), japanischer Fußballspieler
- Nonoo, Houda (* 1964), bahrainische Diplomatin und Botschafterin
- Nonoshita, Shōji (* 1970), japanischer Fußballspieler

### Nons
- Nonsens, Reno (1919–2001), deutscher Schauspieler und Kabarettist
- Nonsi Nimibut (* 1962), thailändischer Regisseur, Drehbuchautor und Produzent

### Nont
- Nont Muangngam (* 1997), thailändischer Fußballspieler
- Nontanam, Benny (* 2001), thailändische Leichtathletin
- Nontapat Naksawat (* 2000), thailändischer Fußballspieler
- Nontapat Sangchant (* 1998), thailändischer Fußballspieler
- Nontawat Wannit (* 2001), thailändischer Fußballspieler
- Nonthaphut Panaimthon (* 1999), thailändischer Fußballspieler
- Nonthawat Bathong (* 2006), thailändischer Fußballspieler
- Nonthawat Klinchampasri (* 1997), thailändischer Fußballspieler
- Nonthawat Rak-ok (* 1996), thailändischer Fußballspieler
- Nontschew, Mirco (* 1969), deutscher Komiker

### Nonu
- Nonu, Ma’a (* 1982), neuseeländischer Rugby-Union-Spieler